# Чайковський Богдан
Богдан Чайковський (нар. 10 лютого 1932, м. Рівне, — 16 серпня 2007, Ванкувер) — польський поет, літературознавець, перекладач, почесний професор Університету Британської Колумбії.

## Життєпис
Дитинство Богдана Чайковського пройшло на Волині та Поліссі. У 1938 році почав навчатися в школі в Бресті, нині Білорусь. У 1940 році разом з батьками був депортований вглиб Радянського Союзу. Перебував у колгоспах Куйбишева, Самарканда, таборах для біженців у Ашхабаді та Мешхеді.
У 1942 році Богдан Чайковський разом з матір'ю втік до Ірану. З грудня 1942 до 1946 року перебував в Індії, в польському сиротинці в Балачаді округу Джамнагар, штату Гуджарат, де закінчив початкову школу. Тут брав участь у численних мистецьких заходах, у тому числі співав польські пісні на прийомах у махараджи Джамнагару Джама Сахеба Дігвіджаясінхаджі та виконував головну роль у постановці «Кордіан» Юліуша Словацького. Тут він написав свої перші вірші. Після переїзду до табору у Валіваде біля Колхапура відвідував польську середню школу. Тут Богдан Чайковський почав перекладати польською пісні «Ґітанджалі» Рабіндраната Тагора, за які цей індійський поет отримав Нобелівську премію 1912 року. У березні 1948 року Б. Чайковський вирушив кораблем із Бомбея до Англії.
Тут він продовжив освіту, розпочату в Індії. Відвідував коледж в Боттішемі, графство Кембриджшир. У 1950 році склав іспити з польської та англійської мов. Потім вивчав сучасну історію в Університетському коледжі Дубліна, Ірландія, а з 1955 року — полоністику в Лондонській школі слов'янських та східноєвропейських студій. Ступінь магістра отримав у 1959 році за дисертацію про польські поетичні маніфести 1887—1930 років.
З 1955 року був активним учасником літературного життя польського студентства в еміграції. Редагував «Życie Akademickie», у 1956—1958 рр. був членом редакційної колегії мистецько-літературного еміграційного часопису «Merkuriusz Polski», а в 1959 р. — редакційної колегії «Kontinenty — Nowy Merkuriusz». З січня 1959 р. до середини 1962 р. — головний редактор видання «Континенти». Богдан Чайковський також був членом Головної управи Товариства польських студентів і аспірантів в еміграції. Член Польського наукового товариства за кордоном (з 1970).
У 1962 році Чайковський переїхав до Канади, де почав працювати викладачем польської літератури та історії в Університеті Британської Колумбії у Ванкувері, Канада, аж до свого виходу на пенсію в 1997 році. З 1974 року завідував кафедрою славістики.
Публікувався у провідних польських та еміграційних літературних часописах. Досконало володів двома мовами, тому окрім власних творів, також публікував численні переклади з англійської. Перекладав англійською мовою польську поезію. Лауреат багатьох літературних премій, зокрема Премії Товариства молодих польських письменників за кордоном (1960), Премії Фундації ім. Косьцельських (1964) та поетичної премії ім. К. Вєжинського (1969).

## Публікації
Богдан Чайковський видав вісім поетичних збірок:
- Trzciny czcionek (1957)
- Reductio ad absurdum i przezwyciężenie (1958),
- Sura (Лондон 1961),
- Суперечка про кордони (Париж, 1964),
- Point-no-Point (Літературний інститут, 1971, Париж),
- Ziemioskłon (PFW, Торонто, 2006)
- Wiatr z mojej strony. Вірші, зібрані в 1953—1989 (Знак 1990)
- Jakieś ogromne szczęście. Збірка віршів 1956—2006 років (Знак 2007).

Твори Чайковського увійшли до багатьох знакових антологій та збірок у Польщі та за кордоном.